# Johannes Struckmann
Johannes Gerhard Moritz Struckmann (* 23. März 1829 in Osnabrück; † 12. Mai 1899 in Köln) war Jurist und Reichstagsabgeordneter.

## Leben
Johannes Struckmann war Sohn des Gustav Wilhelm Struckmann, ein Justizrat in Osnabrück. Seine Brüder waren der spätere Oberbürgermeisters Gustav Struckmann in Hildesheim sowie der Oberlandesgerichtsrat Hermann Struckmann in Kiel, der auch an der Kodifikation des Bürgerlichen Gesetzbuches beteiligt war.
Er studierte Rechtswissenschaften an den Universitäten in Heidelberg, Berlin, (wo er der Alten Burschenschaft Germania angehörte) und Göttingen (hier wurde er 1848 Mitglied der Burschenschaft Hannovera).
1851 trat er in den Staatsdienst des Königreichs Hannover ein. Nach Ende des Deutschen Krieges 1866 erfolgte seine Übernahme in den preußischen Justizdienst; damit begann seine für einen so genannten Musspreußen außergewöhnliche Karriere. 1867 wurde er als Obergerichtsassessor mit der Stellvertretung des Kronanwaltes beim Obergericht Hannover beauftragt, kurze Zeit später erfolgte seine Ernennung zum Obergerichtsrat an diesem Gericht, 1870 war er am Appellationsgericht in Köln tätig. 1872 wurde er als Obertribunalrat an das Preußische Obertribunal nach Berlin versetzt. 1878 wurde er Oberverwaltungsgerichtsrat. Nach der grundlegenden Gerichtsreform in Deutschland war er 1879 der erste Präsident des Landgerichts Hildesheim. 1886 war er für ein halbes Jahr Präsident des Oberlandesgerichts Kiel, danach von 1887 bis zu seinem Tode Präsident des Oberlandesgerichts Köln.
Johannes Struckmann betätigte sich auch politisch. Als Mitglied der Nationalliberalen Partei gehörte er von 1867 bis 1870 dem Preußischen Abgeordnetenhaus und von 1874 bis 1878 dem Deutschen Reichstags für den Wahlkreis Provinz Hannover 5 (Melle, Diepholz) an. Er war Mitarbeiter der Reichs-Justiz-Kommission und wirkte an verschiedenen dem Reichstag nach 1871 vorgelegten Entwürfen neuer Reichsgesetze mit.
Sein zunächst zusammen mit R. Koch herausgegebener zweibändiger Kommentar der Zivilprozessordnung war ein Standardwerk, an dem sich bald weitere Autoren beteiligten. Die 10. Auflage, die 1910, also lange nach seinem Tod erschien, wurde noch unter seinem Namen herausgebracht. Als Oberlandesgerichtspräsident in Köln bemühte er sich erfolgreich, in der dortigen Juristischen Vereinigung Vorträge über das sich abzeichnende Bürgerliche Gesetzbuch durchzuführen.

## Ehrungen
- 1879 erhielt er den Titel Geheimer Oberjustizrat. Im selben Jahr ehrte ihn die Juristische Fakultät der Universität Leipzig durch Verleihung der Ehrendoktorwürde.
- 1890 wurde ihm der Titel Wirklicher Geheimer Rat mit dem Rang eines Rates 1. Klasse mit dem Prädikat Exzellenz zuerkannt.
- Kurz vor seinem Tode ernannte ihn die Juristische Gesellschaft zu Berlin zum Ehrenmitglied.

Johannes Struckmann war Träger hoher preußischer Orden, so des 
- Roten Adler-Ordens II. Klasse mit Eichenlaub und Stern (1892) sowie des
- Königlichen Kronenordens II. Klasse mit den Stern (1897).

## Veröffentlichungen
- Struckmann, Johannes und George Rudolf Peterßen: Entwurf einer allgemeinen Civilproceßordnung für die deutschen Bundesstaaten, 1864–1866
- Struckmann, Johannes und R. Koch: Die Preußischen Ausführungsgesetze zu den Reichs-Justizgesetzen, Berlin: Verlag von J. Guttentag, 1879
- Struckmann, Johannes und R. Koch: Die Civilprozeßsordnung für das Deutsche Reich nebst den auf den Civilprozeß bezüglichen Bestimmungen des Gerichtsverfassungsgesetzes und den Einführungsgesetzen, Zweite, vermehrte und verbesserte Aufl., Berlin: Verlag von J. Guttentag, 1879